# Antonio Guerra
Antonio del Cristo Guerra de La Espriella (Sincelejo, Sucre, 12 de diciembre de 1955) es un político colombiano, miembro del Partido Cambio Radical, con el cual fue senador de la República de Colombia.
Antonio Guerra es sospechoso de implicación en el escándalo de corrupción Odebrecht.
El 7 de abril de 2025 la Sala Penal de la Corte Suprema de Justicia ordenó la captura del exsenador de Cambio Radical, Antonio Guerra de La Espriella. El alto tribunal confirmó parte de la condena en su contra por el caso Odebrecht, en el que él y otros políticos favorecieron a la corrupta multinacional con la aprobación y suscripción de contratos. El excongresista fue hallado culpable por los delitos de concierto para delinquir agravado, tráfico de influencias y enriquecimiento ilícito. Se le fijó una pena de 11 años y cinco meses en prisión.

## Carrera profesional
Guerra de La Espriella estudió la educación secundaria en Bogotá, graduándose como bachiller en 1972; en 1977 se recibió como economista en la Universidad del Rosario; en 1980 obtuvo el título de Master of Science en economía agrícola, en la Universidad de Texas A&I.
Inició su carrera profesional como analista económico de diferentes entidades del sector agropecuario y entre 1982 y 1989 fue director Ejecutivo de la Federación Nacional de Cultivadores de Palma (Fedepalma). Miembro de una familia perteneciente al Partido Liberal Colombiano, se vinculó al ejercicio público en 1989 como Viceministro de Agricultura, hasta 1990. Entre 1992 y 1993 fue Presidente de la Financiera de Desarrollo Territorial (Findeter) y participó en la campaña presidencial de Ernesto Samper en 1994. Hizo parte del nuevo gobierno como asesor y en 1995 fue embajador alterno ante las Naciones Unidas.
En 1998 fue elegido senador de la República, pero no consiguió su reelección en 2002; en esta época pasó al Partido Cambio Radical, renovando su curul en las elecciones de 2006, 2010 y 2014. Fue Presidente de la Comisión Tercera del Senado, encargada de asuntos económicos y el Primer Vicepresidente del Senado durante el año legislativo 2011-2012.

## Congresista de Colombia
En las elecciones legislativas de Colombia de 2006, Guerra de la Espriella fue elegido senador de la república de Colombia con un total de 30.958 votos. Posteriormente en las elecciones legislativas de Colombia de 2010, Guerra de la Espriella fue reelecto senador con un total de 54.820 votos.
En las elecciones legislativas de Colombia de 1998, Guerra de la Espriella fue elegido senador de la república de Colombia con un total de 53.965 votos.

### Iniciativas
El legado legislativo de Antonio del Cristo Guerra de la Espriella se identificó por su participación en las siguientes iniciativas desde el congreso:
- Crear en forma transitoria, una nueva unidad monetaria, se denominaría “nuevo peso” y será emitida por el Banco de la República. El “Nuevo Peso” será equivalente a mil unidades de los “Pesos”.[6]
- Las enfermedades catastróficas se financiarían con los recursos del Fonsat (Aprobado).[7]
- Declarar como patrimonio cultural de la Nación la obra artística musical y literaria del maestro Rafael Escalona (Aprobado).[8]
- Evitar que las entidades territoriales entreguen a título de concesión o a cualquier otro título el recaudo y gestión de sus diferentes tributos a terceros.[9]
- Declarar como patrimonio cultural de la Nación y patrimonio genético nacional las razas bovinas criollas y colombianas puras (Aprobado).[10]
- Senadores y Representantes a la Cámara, que se hayan pensionado con anterioridad a la vigencia de la ley, adquirieron el derecho a un reajuste en su mesada pensional (Aprobado).[11]
- Modificar la legislación vigente en relación con los componentes que integran la tarifa que pagan los ciudadanos propietarios de vehículos y motocicletas (Retirado).[12]
- Crear el Comité Intergremial Nacional para el Aprovechamiento de Residuos de Envases y Empaques (Archivado).[13]
- Modificar los incisos primeros de los artículos 303 y 314 de la Constitución, al permitir por una sola vez la reelección inmediata de Gobernadores y Alcaldes (Archivado).[14]
- Modificar el Código Nacional de Tránsito, corresponden a inquietudes de peatones, pasajeros, conductores con el propósito que el Código de Tránsito sea herramienta eficaz para las autoridades y un mecanismo de defensa (Retirado).[15]

## Carrera política
Su trayectoria política se ha identificado por:

### Partidos políticos
A lo largo de su carrera ha representado los siguientes partidos:
| Partido político                | Fecha Inicio        | Fecha Fin           |
| Cambio Radical                  | 20 de julio de 2006 |                     |
| Movimiento Nacional Progresista | 20 de julio de 1998 | 20 de julio de 2002 |

### Cargos públicos
Entre los cargos públicos ocupados por Antonio del Cristo Guerra de la Espriella, se identifican:
| Cargo público           | Partido político                | Fecha Inicio        | Fecha Fin           |
| Senador de la República | Cambio Radical                  | 20 de julio de 2010 |                     |
| Senador de la República | Cambio Radical                  | 20 de julio de 2006 | 20 de julio de 2010 |
| Senador de la República | Movimiento Nacional Progresista | 20 de julio de 1998 | 20 de julio de 2002 |